# Lake Shore (Washington)
Lake Shore és una concentració de població designada pel cens dels Estats Units a l'estat de Washington. Segons el cens del 2000 tenia 6.670 habitants.

## Demografia
Segons el cens del 2000, Lake Shore tenia 6.670 habitants, 2.355 habitatges, i 1.940 famílies. La densitat de població era de 1.589,7 habitants per km².
Dels 2.355 habitatges en un 36,4% hi vivien nens de menys de 18 anys, en un 70,6% hi vivien parelles casades, en un 8,6% dones solteres, i en un 17,6% no eren unitats familiars. En el 13,2% dels habitatges hi vivien persones soles el 5% de les quals corresponia a persones de 65 anys o més que vivien soles. El nombre mitjà de persones vivint en cada habitatge era de 2,83 i el nombre mitjà de persones que vivien en cada família era de 3,09.
Per edats la població es repartia de la següent manera: un 27,7% tenia menys de 18 anys, un 6,4% entre 18 i 24, un 26,1% entre 25 i 44, un 29,4% de 45 a 60 i un 10,4% 65 anys o més.
L'edat mediana era de 39 anys. Per cada 100 dones de 18 o més anys hi havia 96,9 homes.
La renda mediana per habitatge era de 62.476 $ i la renda mediana per família de 66.217 $. Els homes tenien una renda mediana de 48.716 $ mentre que les dones 35.300 $. La renda per capita de la població era de 27.008 $. Aproximadament el 3,6% de les famílies i el 3,3% de la població estaven per davall del llindar de pobresa.

## Poblacions més properes
El següent diagrama mostra les poblacions més properes.